# Блюхер, Василий Васильевич
Василий Васильевич Блю́хер (3 июня 1928, Железноводск — 26 сентября 2013, Екатеринбург) — советский учёный в области машиностроения, энергетики, горного дела и сельского хозяйства, инженер-электромеханик. Кандидат технических наук (1969), профессор (1977). Организатор высшего образования в СССР, первый ректор Свердловского инженерно-педагогического института (1978—1985). Заслуженный работник высшей школы Российской Федерации (2001).

## Биография
Василий Блюхер родился 3 июня 1928 года в городе Железноводске Северо-Кавказского края (ныне город краевого значения Ставропольского края) в семье крупного советского военачальника Маршала Советского Союза Василия Константиновича Блюхера и его второй жены Галины Александровны Блюхер-Кольчугиной.
После ареста родителей в 1938 году по обвинению в шпионаже в пользу Японии и участии в контрреволюционной организации воспитывался в детском доме в городе Беднодемьяновск Пензенской области. Окончил семилетку, затем школу фабрично-заводского обучения, получил специальность слесаря. В 1945 году поступил в Московский техникум цветной металлургии, по окончании которого в 1948 году по распределению был направлен на Среднеуральский медеплавильный завод (город Ревда, Свердловская область). Трудовую деятельность начал бригадиром в ремонтной мастерской горно-обогатительной фабрики завода, затем занимал должности мастера и механика фабрики, технического руководителя ремонтно-механического цеха СУМЗа.
В 1956 году Блюхера назначили на должность главного механика строящегося Учалинского горно-обогатительного комбината (Учалы, Башкирская АССР). Но проработал он в этой должности недолго. В том же 1956 году был реабилитирован его отец. Реабилитация коснулась и оставшихся в живых родственников опального маршала. С Василия Блюхера-младшего был снят статус члена семьи изменника Родины, что открыло возможность получения высшего образования. Уволившись с работы, Блюхер поступил на Высшие инженерные курсы при Свердловском горном институте имени В. В. Вахрушева, которые с отличием окончил в 1959 году, получив квалификацию «горный инженер-электромеханик». В том же 1959 году был принят в члены КПСС. В 1959—1965 годах трудился в системе Свердловского совета народного хозяйства (начальник отдела главного механика, директор производственно-технического предприятия «Промэнергоавтоматика», начальник управления машиностроения). За успехи в работе в 1961 году был награждён орденом Трудового Красного Знамени.
В 1965 году В. В. Блюхер рекомендован для работы в Министерство цветной металлургии СССР и вскоре утверждён начальником главного управления ремонтных заводов и служб главного механика. В этой должности он работал до 1971 года. Под его руководством были осуществлены важные мероприятия по совершенствованию технологии и оборудования, внедрению прогрессивных методов организации труда и производства на предприятиях цветной металлургии страны. Его деятельность на этом посту отмечена двумя орденами Трудового Красного Знамени (1966, 1971). В этот же период Блюхер продолжает активно заниматься научной деятельностью. В 1969 году в Московском институте стали и сплавов он защитил кандидатскую диссертацию на тему «Совершенствование производства износостойкой высокомарганцовистой стали для горно-обогатительного оборудования». В сентябре 1969 года решением Учёного совета МИСиС ему была присвоена учёная степень кандидата технических наук.
В 1971 году направлен в Свердловск на должность генерального директора производственного объединения «Уралэлектротяжмаш», которым руководил пять лет. С июля 1975 года на преподавательской работе в Свердловском горном институте имени В. В. Вахрушева: доцент, заведующий кафедрой технологии металлов, затем проректор по научной работе.
В сентябре 1978 года В. В. Блюхеру было поручено организовать в Свердловске принципиально новый вуз — Свердловский инженерно-педагогический институт (СИПИ), аналогов которому не было в Советском Союзе. Перед институтом была поставлена задача подготовить инженеров-педагогов для системы Госкомитета СССР по профессионально-техническому образованию. Проект создания СИПИ курировал заместитель председателя комитета, бывший председатель КГБ и секретарь ЦК КПСС А. Н. Шелепин. За короткий срок под руководством профессора Блюхера было разработано учебно-методическое оснащение учебного процесса, проведена реконструкция и капитальный ремонт учебно-производственных помещений. Основой профессорско-преподавательского состава СИПИ стали специалисты СГИ, перешедшие на работу в новый вуз вместе с Блюхером. Набор студентов был организован по всей стране. На 300 вакантных мест было подано 1031 заявление. 1 сентября 1979 года состоялось торжественное открытие института, а В. В. Блюхер стал его первым ректором.
К январю 1980 года на 12 кафедрах СИПИ, сведённых в два факультета (машиностроительный и электроэнергетический), работало 60 человек профессорско-преподавательского состава и 49 инженерно-технических работников. По инициативе Блюхера в 1980-е годы в институте были организованы круглогодичные студенческие отряды, которые одновременно с учёбой работали в цехах завода «Уралмаш». Благодаря полученному практическому опыту студенты первого выпуска совместно с преподавателями СИПИ разработали учебно-методическую документацию по подготовке кадров рабочих специальностей для предприятий Урала. Учебно-методические разработки института получили высокую оценку и были утверждены Министерством металлургии СССР. На их основе был организован учебный процесс в высшем профессиональном училище № 2 в городе Каменск-Уральском и Техническом лицее металлургов в городе Белорецке.
В 1985 году пост ректора СИПИ занял Е. В. Ткаченко, а В. В. Блюхер возглавил кафедру «Графика и детали машин». В новой должности он продолжал активно заниматься научной и педагогической деятельностью. Основные его труды были посвящены модернизации и совершенствованию машин и конструкций технологического оборудования в цветной металлургии. Имеет 17 авторских свидетельств и 3 патента на изобретения. Автор 160 печатных работ, в том числе 5 монографий, 50 статей и книг по коммунистическому и военно-патриотическому воспитанию. Также по инициативе Блюхера в 1988 году при СИПИ был организован класс-интернат для детей, проявляющих интерес и стремление к работе в сельском хозяйстве. Вскоре аналогичные классы стали появляться по всей стране. Инициатива Блюхера стала прототипом реализованного в 2019 году проекта «Агроклассы: первый шаг в успешное будущее».Был председателем Свердловского отделения Общества Российско-китайской дружбы
В последние годы профессор В. В. Блюхер занимал должность советника ректора по учебной, научной и воспитательной работе. Умер 26 сентября 2013 года. Похоронен в Екатеринбурге на Широкореченском кладбище.

## Труды
- Блюхер В. В., Нистратов Э. Ф. Подсистема контроля исполнения в АСУП. — М.: Экономика, 1976. — 72 с.
- Блюхер В. В. Соревнование и качество продукции. — М.: Профиздат, 1976.
- Влияние высокотемпературной механической обработки на механические свойства стали Г13Л // Цветная металлургия. — 1969. — № 4. (соавторы: Л. И. Парфенов, Г. А. Сорокин).
- Свойства пластически деформированной высокомарганцовистой стали // Металловедение и термическая обработка металлов. — 1970. — № 12. (соавторы: Л. И. Парфенов, И. П. Волчок).

Сочинения:
- Блюхер В. В. По военным дорогам отца: О В. К. Блюхере. — Свердловск: Средне-Уральское книжное издательство, 1984. — 176 с.

## Награды и звания
- 3 ордена Трудового Красного Знамени (1961, 1966, 1971);
- орден Дружбы народов (1981);
- знак «Шахтёрская слава» III степени (1977);
- две медали «Лауреат ВВЦ» (30.12.1993; 04.05.2006);
- Бронзовая медаль ВДНХ СССР (17.12.1965);
- медаль ВВЦ «За успехи в научно-техническом творчестве» (27.01.2010);
- знак отличия «За заслуги перед Свердловской областью» III степени (2008)[3][4];
- отличник разведки недр (1977);
- почётный профессор УГГГА (2002);
- Заслуженный работник высшей школы Российской Федерации (10.12.2001);
- знак отличия Свердловской области «Совет да любовь» (2012)[5].